# Grace Mugabe
Grace Ntombizodwa Mugabe (nata Marufu) (Benoni, 23 luglio 1965) è un'imprenditrice e politica zimbabwese, dal 1996  First Lady dello Zimbabwe quale moglie del Presidente Robert Mugabe fino al novembre 2017 quando il marito fu costretto a dimettersi  una settimana dopo essere stato estromesso dal potere. Iniziando come segretaria di Mugabe, è salita nei ranghi del partito al potere ZANU-PF fino a diventare il capo della Lega delle donne e una figura chiave nel movimento Generazione 40. Allo stesso tempo, ha acquisito una reputazione di privilegio e stravaganza durante un periodo di turbolenze economiche nel paese. Le fu dato il soprannome di Gucci Grace a causa della sua stravaganza. È stata espulsa dal partito, con altri membri del G40, durante il colpo di stato dello Zimbabwe del 2017.
Grace Mugabe è stata citata come uno dei 100 africani più influenti dalla rivista New African nel 2014.

## Biografia
Grace Ntombizodwa è nata a Benoni, Sudafrica, da genitori migranti come quarta di cinque figli. Nel 1970 si è trasferita in Rhodesia, per vivere con sua madre, Idah Marufu a Chivhu, mentre suo padre è rimasto a lavorare in Sudafrica per mantenere la famiglia. Ha frequentato la scuola elementare a Chivhu e poi la scuola secondaria Kriste Mambo a Manicaland.
Ha sposato il pilota dell'aeronautica Stanley Goreraza; la coppia ha avuto un figlio, Russell Goreraza, nato nel 1984 quando Grace aveva 19 anni. Mentre lavorava come segretaria del presidente, Robert Mugabe, divenne la sua amante in un momento in cui era ancora sposata con Stanley Goreraza - e ebbe due figli, Bona, nata nel 1988, dal nome della madre di Mugabe, e Robert Peter Jr. nato agli inizi degli anni '90. Nel 1997, è nato il terzo figlio della coppia, Chatunga Berlamine Mugabe.
Dopo la morte della prima moglie di Mugabe, Sally Hayfron, la coppia si è sposata in una stravagante messa cattolica (Robert Mugabe era un devoto cattolico) intitolata "Matrimonio del secolo" dalla stampa dello Zimbabwe. Al momento del loro matrimonio, Grace Marufu aveva 31 anni e Robert Mugabe 72. Nel 1997, è nato il terzo figlio della coppia, Chatunga Berlamine Mugabe.
Grace Mugabe si è iscritta come studentessa universitaria alla School of Liberal Arts, Renmin University in Cina nel 2007, studiando la lingua cinese. Si è laureata nel 2011. Ha ammesso, tuttavia, di non essere competente in cinese. Sua madre Idah Marufu è morta il 31 agosto 2018, all'età di 84 anni. 

## Carriera politica
Alla fine del 2014, Grace Mugabe è stata critica nei confronti del vicepresidente Joice Mujuru, che avrebbe complottato contro suo marito, il presidente Mugabe. Alla fine, le accuse contro Mujuru hanno portato alla sua eliminazione come candidata per succedere a Mugabe e al fatto che è diventata effettivamente un'emarginata all'interno dello ZANU-PF quando ha tenuto un congresso del partito nel dicembre 2014.

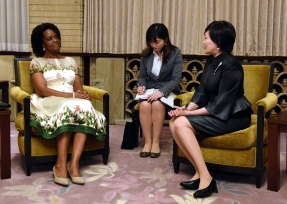
Con Akie Abe in Giappone, 28 marzo 2016

Nel frattempo, l'importanza politica di Grace Mugabe è aumentata. È stata nominata capo della Lega femminile ZANU-PF e i delegati al congresso del partito hanno approvato la sua nomina per acclamazione il 6 dicembre 2014. Diventando capo della lega femminile, è diventata anche membro del Politburo ZANU-PF.  Dal 2016, il coinvolgimento della first lady nella politica interna dello ZANU-PF ha suscitato voci ad un suo avvicinamento ad una delle fazioni segrete del partito, il G40 (Generazione 40).  L'altra fazione, Lacoste, era guidata dal vicepresidente Emmerson Mnangagwa. La faziosità nello ZANU-PF all'epoca era incentrata principalmente sulla questione della successione di Mugabe.
La faida tra Grace Mugabe e Mnangagwa ha raggiunto un punto critico alla fine di settembre 2017, con entrambe le parti che si puntavano il dito l'una contro l'altro durante le riunioni pubbliche dello ZANU PF. Mentre si rivolgeva a un pubblico al servizio funebre di Mahofa, Mnangagwa ha affermato di essere stato avvelenato durante una manifestazione dell'interfaccia giovanile dello ZANU PF in Gwanda.  Subito dopo le osservazioni di Mnangagwa, il presidente Robert Mugabe ha effettuato un rimpasto di governo scioccante in quello che molti credono essere un esercizio di spostamento del potere. Mnangagwa, come altri sospetti alleati, ha perso il ministero della giustizia. L'ottobre 2017 ha segnato l'apice dell'influenza politica di Grace Mugabe nello ZANU PF.
Nel novembre 2017, Grace è stata determinante nel licenziamento dell'allora vicepresidente, Emmerson Mnangagwa, dopo averlo rimproverato per aver causato divisioni nello Zanu PF. Poco dopo, Grace ha espresso la sua intenzione di assumere l'incarico di vicepresidente. Il paese era in forte tensione e subito dopo, mentre Emmerson Mnangagwa aveva cercato rifugio fuori dallo Zimbabwe, i militari subentrarono con un colpo di stato incruento sotto il generale Constantino Chiwenga. Grace Mugabe era particolarmente invisibile in quel periodo, nessuno sapeva su dove si trovasse. Il 19 novembre, Grace Mugabe e 20 dei suoi associati sono stati espulsi dallo ZANU-PF. Quando Robert Mugabe è morto il 6 settembre 2019, entrambi i Mugabe si trovavano a Singapore.

## Sanzioni
Dopo che agli osservatori dell'Unione europea è stato impedito di esaminare le elezioni dello Zimbabwe del 2002, l'UE ha imposto sanzioni a 20 membri della leadership dello Zimbabwe e poi, a luglio, le ha estese per includere Grace Mugabe e altri 51, vietando loro di recarsi nei paesi partecipanti e congelando tutti i beni ivi detenuti. Nel 2003, gli Stati Uniti hanno istituito restrizioni simili.

## Controversie

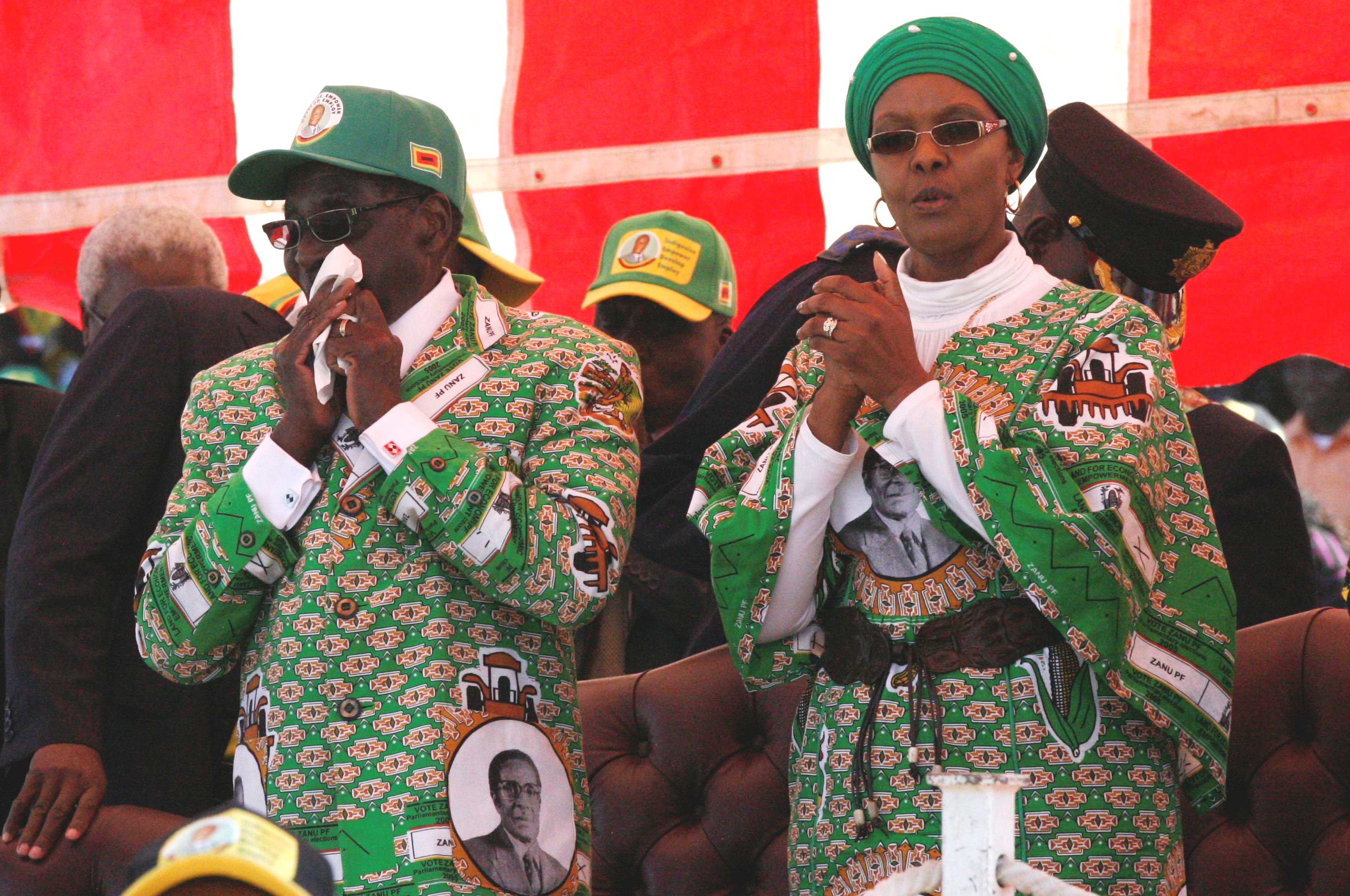
Con Robert Mugabe il 4 agosto 2013

### Immobiliare
Durante il suo mandato come first lady, Grace Mugabe ha supervisionato la costruzione di due palazzi. Il primo, comunemente indicato come "Gracelands", è stato criticato per la sua stravaganza. Grace Mugabe ha poi spiegato di aver pagato con i suoi risparmi personali. Successivamente è stato venduto a Muammar Gheddafi della Libia. Il secondo è stato completato nel 2007, con un costo di circa 50 milioni di dollari. La costruzione è stata finanziata dal partito ZANU-PF per ringraziare Robert Mugabe per il suo servizio politico.
Nel 2002, Grace Mugabe ha visitato le proprietà agricole nello Zimbabwe, alla ricerca di una nuova posizione per sé e la sua famiglia. Ha scelto la Iron Mask Estate, che in precedenza era stata di proprietà degli agricoltori John ed Eva Matthews.
La famiglia possiede proprietà in Malaysia e all'inizio del 2008 è stato riferito che Grace Mugabe sperava di trasferirsi lì con i suoi figli. L'intenzione alla base del trasferimento era sfuggire allo stress della leadership e affrontare i timori che la prima famiglia potesse essere assassinata. Ha anche acquisito proprietà immobiliari a Hong Kong, tra cui un'attività di taglio di diamanti e una proprietà a Tai Po, Nuovi Territori.  Le notizie di IOL hanno ipotizzato che questa acquisizione di proprietà fosse intesa sia come un fine settimana per la loro figlia, Bona, che studiava all'Università di Hong Kong sotto falso nome, e che lei e suo marito si aspettavano di scappare in Cina se dovessero essere estromessi dal potere in Zimbabwe. I legislatori del movimento pro-democrazia hanno esortato il governo di Hong Kong a studiare se seguire la pratica internazionale nel bloccare alcuni politici stranieri poiché molte persone potrebbero cercare di acquistare proprietà, investimenti o istruzione a Hong Kong. Lee Wing-tat ha affermato che Pechino dovrebbe prendere la decisione poiché si tratta di un affare straniero. La portavoce Jiang Yu del ministero degli Affari esteri della Repubblica popolare cinese ha dichiarato di non essere a conoscenza del presunto acquisto di una casa da parte dei Mugabe a Hong Kong e di non commentare ulteriormente. Un professore dell'Università di Hong Kong ha affermato che Pechino stava cercando di rimanere fuori dalla controversia. Il governo centrale di Pechino ha respinto le preoccupazioni, aggiungendo che ai membri del Falun Gong è stato permesso di acquistare proprietà a Hong Kong.
Nel 2015 è stato riferito che lo Zimbabwe era coinvolto in una controversia legale sulla proprietà a Tai Po in cui Bona Mugabe aveva soggiornato mentre era studentessa a Hong Kong. La proprietà era stata acquisita nel giugno 2008 attraverso una società controllata dall'uomo d'affari sudafricano di origine taiwanese Hsieh Ping-sung per HK $ 40 milioni ($ 5,14 milioni) e trasferita a suo nome nel 2010. I Mugabe affermano che la villa apparteneva al governo dello Zimbabwe, mentre Hsieh, che una volta era un confidente di Mugabe, afferma che non c'erano dubbi che la casa appartenesse a lui.

### Accuse e azioni legali sul commercio di diamanti
Nel dicembre 2010 i cablogrammi diplomatici statunitensi rilasciati da WikiLeaks hanno riportato alla luce precedenti accuse secondo cui alti funzionari del governo dello Zimbabwe ed élite ben collegate, tra cui la moglie di Mugabe, Grace, generavano milioni di dollari di reddito personale assumendo squadre di scavatori a portata di mano per estrarre diamanti dalla miniera di Chiadzwa nello Zimbabwe orientale. Grace Mugabe è stata segnalata nel 2010 per aver citato in giudizio un giornale dello Zimbabwe per la sua segnalazione di affermazioni rilasciate da WikiLeaks secondo cui aveva realizzato "enormi profitti" dalle miniere di diamanti del paese. La moglie del presidente chiese 15 milioni di dollari (9,6 milioni di sterline) al quotidiano Standard.